# Vallejo, California
Vallejo là một thành phố ở quận Solano, tây bắc bang California. Thành phố này nằm ở cửa sông Napa bên vịnh San Pablo. Vallejo có diện tích 78  km² (30 dặm vuông), với độ cao trung bình 27 m (87 ft). Theo điều tra dân số năm 2000, thành phố này có 36% dân da trắng, 24,2% dân châu Á, 23,7% dân da đen, còn lại các dân tộc khác. Thành phố có dân số 116.760.
Hoạt động kinh tế chính của thành phố này là y tế và du lịch. Tại đây có Học viện Hàng hải California (thành lập năm 1929), Bảo tành lịch sử hải quân Vallejo. Căn cứ hải quân Travis nằm gần thành phố Vallejo.
Vallejo cos dân định cư năm 1850 và trong một thời gian ngắn là thủ phủ của tiểu bang từ năm 1852 đến 1853. Tên thành phố được đặt theo tướng Mariano Guadalupe Vallejo. Đô thị này được chuyển thành thành phố năm 1868. 